# Route nationale 98 (Belgique)
Pour les articles homonymes, voir Route nationale 98.
La route nationale 98 est une route nationale de Belgique qui relie Ligny (Sombreffe) à Vodecée (Philippeville), en passant par Sambreville. Celle-ci est prolongée à Sombreffe, après avoir croisé la route nationale 29, par la route nationale 273 qui la relie à la route nationale 93.

## Description du tracé

### Communes sur le parcours
- Région wallonne
  -  Province de Namur
    - Sombreffe
    - Sambreville
    - Jemeppe-sur-Sambre
    - Sambreville
    - Fosses-la-Ville
    - Mettet
    - Florennes
    - Philippeville

### Dédoublements

#### N98a
La route nationale 98a est une route nationale de Belgique mesurant environ 1 kilomètre qui relie la  rue de Rouillon à Mettet (route nationale 932) à la (rue de Florennes) à Mettet (route nationale 98) par la rue du Vieux Saint-Donat.
Celle-ci est prolongée d'une part par la rue de la Station à Biesmerée (Mettet), après avoir croisé la route nationale 932 qui relie Chastrès (Walcourt) à Annevoie (Yvoir) et d'autre part par la route nationale 98 qui relie Ligny (Sombreffe) à Vodecée (Philippeville)

## Statistiques de fréquentation
| BK   | Début                                 | Fin                                   | Trafic moyen journalier (6h–22h, en milliers), | Trafic moyen journalier (6h–22h, en milliers), | Trafic moyen journalier (6h–22h, en milliers), | Trafic moyen journalier (6h–22h, en milliers), | Trafic moyen journalier (6h–22h, en milliers), | Trafic moyen journalier (6h–22h, en milliers), | Trafic moyen journalier (6h–22h, en milliers), |
| BK   | Début                                 | Fin                                   | 1985                                           | 1990                                           | 1995                                           | 2000                                           | 2005                                           | 2010                                           | 2015                                           |
| ---- | ------------------------------------- | ------------------------------------- | ---------------------------------------------- | ---------------------------------------------- | ---------------------------------------------- | ---------------------------------------------- | ---------------------------------------------- | ---------------------------------------------- | ---------------------------------------------- |
| 4,3  | Sambreville (Velaine-sur-Sambre) N969 | Sambreville (Velaine-sur-Sambre) N912 | 6,7                                            | 12,3                                           | 10,9                                           | 16,2                                           | 10,2                                           | 11,2                                           | –                                              |
| 4,6  | Sambreville (Velaine-sur-Sambre) N912 | Sambreville (Auvelais)                | 6,1                                            | 8,9                                            | 10,7                                           | 15,5                                           | 13,5                                           | –                                              | –                                              |
| 14,0 | Sambreville (Arsimont) N988           | Fosses-la-Ville N922                  | 4,0                                            | 5,6                                            | 7,5                                            | 8,3                                            | 10,0                                           | 11,9                                           | –                                              |
| 15,5 | Fosses-la-Ville N922                  | Fosses-la-Ville (Bambois)             | 4,0                                            | 5,0                                            | 6,7                                            | 7,9                                            | 8,0                                            | 8,9                                            | –                                              |
| 26,9 | Mettet (Stave) N977                   | Florennes N975                        | 2,7                                            | 4,5                                            | 4,1                                            | 5,1                                            | 5,3                                            | –                                              | –                                              |
| 36,9 | Florennes N975                        | Philippeville (Vodecée)               | 4,0                                            | 4,4                                            | 4,8                                            | 4,7                                            | 2,1                                            | 2,5                                            | –                                              |
| 37,0 | Philippeville (Vodecée)               | Philippeville (Vodecée)               | 1,0                                            | 1,1                                            | 1,2                                            | 1,3                                            | 0,7                                            | 0,8                                            | –                                              |